# Vigne San Martino
La vigne San Martino est une zone verte située sur la colline du Vomero à Naples, dédiée à l'agrotourisme. Elle abrite un vignoble de 7 hectares. 
Présent depuis environ six siècles, le vignoble est situé près de la Promenade des moines et s'étend sur sept hectares et demi entre le Corso Vittorio Emanuele et les jardins de la chartreuse San Martino. Nommé « Bien d'intérêt paysager » en 1967, il a été acheté vingt ans plus tard par Giuseppe Morra et est actuellement géré par l'association « Pieds pour la Terre » engagée dans la diffusion de l'éducation écologique, où la vigne est cultivée pour la production d'Aglianico et Falanghina pour un total d'environ 4 000 litres par an. La vigne est devenu un monument national italien en 2010.